# Pier Carlo Padoan
Pier Carlo Padoan (Roma,19 de enero de 1950) es un economista italiano que es ministro de Economía y Finanzas de Italia desde el 22 de febrero de 2014.
Padoan ha sido también director del Fondo Monetario Internacional por Italia de 2001 a 2005. El 1 de junio de 2007, se convirtió en el vicesecretario general de la OECD.

## Primeros años
Pier Carlo Padoan nació en Roma, el 19 de enero de 1950. En los setenta, se graduó en Economía en la Universidad de La Sapienza en Roma. Durante los años en la Universidad, Padoan criticó severamente en la revista Crítico marxista las teorías económicas de John Maynard Keynes.

## Carrera académica
Hasta 2007, Padoan fue profesor de Economía en la Universidad de Roma La Sapienza. De 1992 hasta 2001 fue también profesor en la Colegio de Europa, Brujas y Varsovia. Fue también profesor en Universidad Libre de Bruselas, en la Universidad de Urbino, en la Universidad de la Plata, y en la Universidad de Tokio. Ha publicado en el campo de economía europea y economía política.

## Carrera política

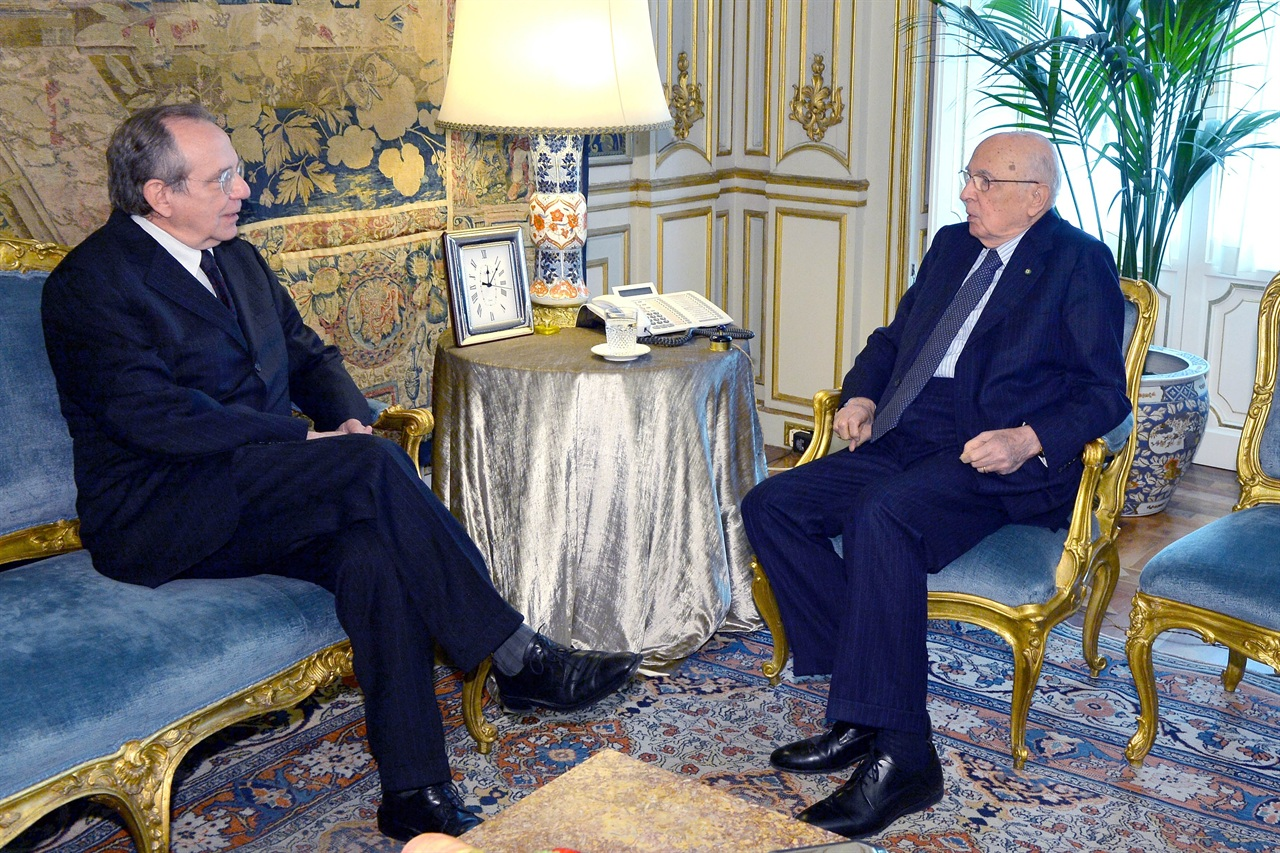
Pier Carlo Padoan con el presidente de Italia, Giorgio Napolitano

De 1998 hasta 2001 fue asesor económico de los primeros ministros italianos Massimo D'Alema y Giuliano Amato durante las negociaciones de presupuesto de la UE como el orden del día 2000, y la Agenda de Lisboa, en cumbres del Consejo Europeo y del G8.
Fue miembro del Fondo Monetario Internacional  de 2001 a 2005. Es asesor del Banco Mundial, de la Comisión Europea y del Banco Central Europeo.
Desde junio de 2007 es vicesecretario general en la OECD en París, y su economista jefe desde 2009. 